# 奥雷姆环形山
奥雷姆环形山（Oresme）是位于月球背面南半部一座较大的古老撞击坑，约形成于45.5-39.2亿年前的前酒海纪，其名称取自法国思想家、自然哲学家、数学家、天文学家暨神学家尼科尔·奥雷姆（1320年-1382年），1970年被国际天文学联合会批准接受。

## 描述

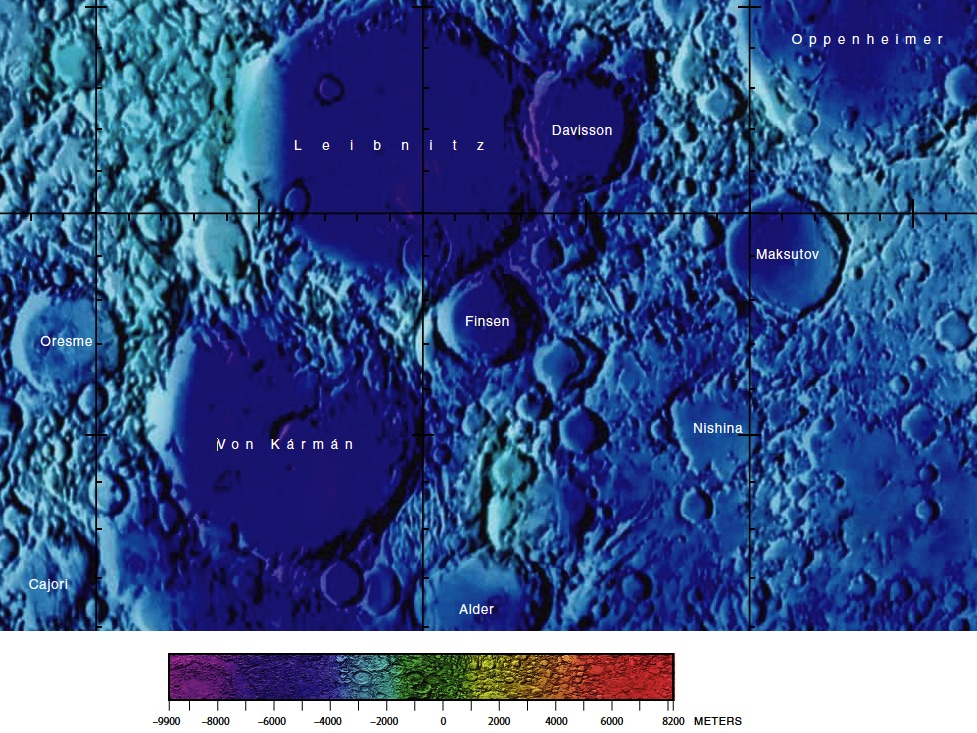
奥雷姆环形山的周边，月球背面区域详图。

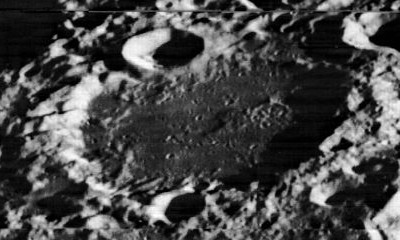
月球轨道器2号拍摄的南向斜视图

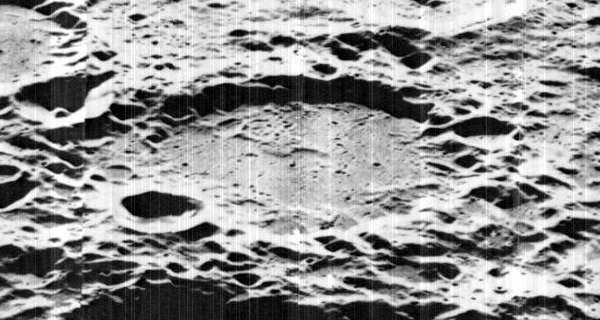
月球轨道器5号拍摄的西向斜视图

该陨坑西北和东北面分别坐落了奥布鲁切夫环形山和更大的莱布尼兹环形山、东南偏南则靠近冯·卡门环形山，卡约里环形山位于它的南面、西南则横亘了克雷蒂安环形山，而它的西北偏北则濒临智海。该陨坑中心月面坐标为42°37′S 169°13′E / 42.61°S 169.22°E，直径82.05公里，深度约2.80公里。
奥雷姆环形山外观轮廓嶙峋参差，坑壁已严重损毁，沿北侧壁分布了一座小无名坑及一系列的裂谷，东南壁横跨了卫星坑“奥雷姆环 K”，而南侧坑壁则几乎与周边地形齐平。奥雷姆环形山坑壁最大高出周边地形1370米，内部容积约6282立方千米。坑内地表除西部低矮隆起的混沌地形和东南部“奥雷姆环 K”的抛射物覆盖区外，其它地区均相对平坦，表面只散布有一些细小的撞击坑穴。
该环形山在1970年被国际天文学联合会正式命名前，曾被称作“第430号陨石坑”。

## 卫星陨石坑
按惯例，最靠近奥雷姆环形山的卫星坑在月图上以字母标注在该坑中心点的旁边。

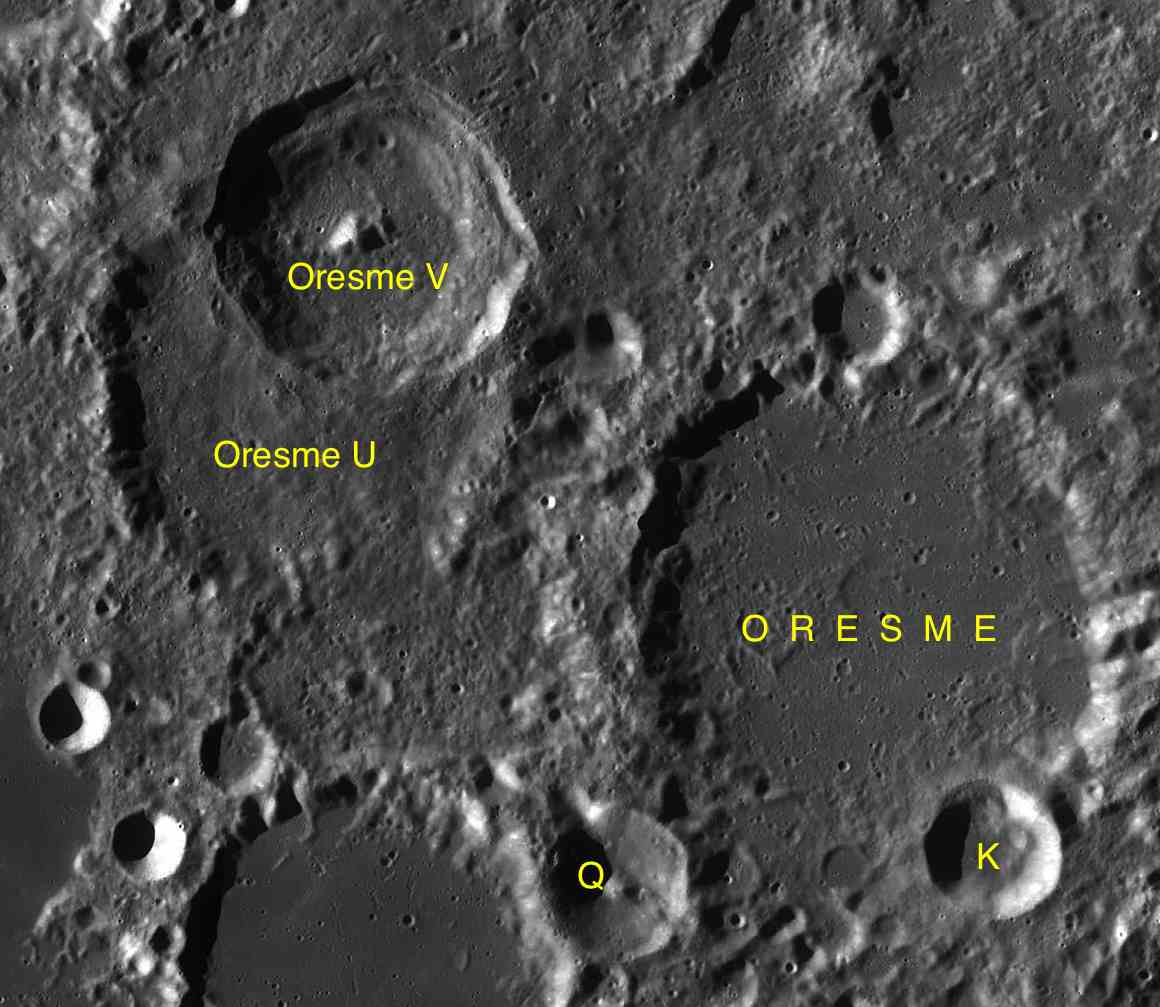
LAC-119 区域图

| 奥雷姆 | 纬度    | 经度     | 直径    |
| ------ | ------- | -------- | ------- |
| K      | 43.9° S | 170.0° E | 24 公里 |
| Q      | 44.0° S | 167.2° E | 23 公里 |
| U      | 41.6° S | 164.8° E | 84 公里 |
| V      | 40.5° S | 165.6° E | 51 公里 |

## 另请参阅
- Wood, Chuck. . Lunar Photo of the Day. May 20, 2007  [2017-01-04]. （原始内容存档于2017-01-04）.
- Foing, B. H.; Josset, J.-L. . ESA. May 18, 2007  [2007-07-26]. （原始内容存档于2012-10-15）.
- Andersson, L. E.; Whitaker, E. A. . NASA RP-1097. 1982.
- Blue, Jennifer. . USGS. July 25, 2007  [2007-08-05]. （原始内容存档于2013-02-13）.
- Bussey, B.; Spudis, P. . New York: Cambridge University Press. 2004. ISBN 978-0-521-81528-4.
- Cocks, Elijah E.; Cocks, Josiah C. . Tudor Publishers. 1995. ISBN 978-0-936389-27-1.
- McDowell, Jonathan. . Jonathan's Space Report. July 15, 2007  [2007-10-24]. （原始内容存档于2018-12-25）.
- Menzel, D. H.; Minnaert, M.; Levin, B.; Dollfus, A.; Bell, B. . Space Science Reviews. 1971, 12 (2): 136–186. Bibcode:1971SSRv...12..136M. doi:10.1007/BF00171763.
- Moore, Patrick. . Sterling Publishing Co. 2001. ISBN 978-0-304-35469-6.
- Price, Fred W. . Cambridge University Press. 1988. ISBN 978-0-521-33500-3.
- Rükl, Antonín. . Kalmbach Books. 1990. ISBN 978-0-913135-17-4.
- Webb, Rev. T. W.  6th revised. Dover. 1962. ISBN 978-0-486-20917-3.
- Whitaker, Ewen A. . Cambridge University Press. 1999. ISBN 978-0-521-62248-6.
- Wlasuk, Peter T. . Springer. 2000. ISBN 978-1-85233-193-1.